# Hala Kawtharani
Hala Kawtharani, född i Beirut i augusti 1977, är en libanesisk författare. Hon har studerat statsvetenskap och arabisk litteratur på Amerikanska universitetet i Beirut.
Kawtharani har gett ut två romaner, Al-Ousbou' Al-Akhir ("Den sista veckan", 2006) och Studio Beirut (2008), och publicerar en novell i veckan i Beirut-tidskriften Laha. Hon var en av de 39 arabiska författare under 40 år som valdes ut till antologin Beirut 39, huvudprojektet när Beirut var Unescos bokhuvudstad 2009.